# Velykooleksandrivský rajón
Velykooleksandrivský rajón (ukrajinsky Великоолександрівський район) byl rajón v Chersonské oblasti na Ukrajině. Hlavním městem byla Velyka Oleksandrivka a rajón měl přibližně 25 tisíc obyvatel. 

## Sídla v rajónu
- Velyka Oleksandrivka